# Toralf Engan
Toralf Engan (* 1. října 1936 Meldal) je bývalý norský skokan na lyžích.
Získal zlatou medaili na olympijských hrách v Innsbrucku roku 1964, v závodě na velkém můstku, při olympijské premiéře této disciplíny. V závodě na středním můstku bral na těchto hrách stříbro. Jeho největším úspěchem na lyžařském mistrovství světa bylo vítězství na středním můstku na šampionátu v Zakopaném roku 1962. V sezóně 1962–63 vyhrál Turné čtyř můstků, po vítězství na třech ze čtyř závodů turné. Roku 1961 se stal mistrem Norska. Roku 1966 ukončil závodní kariéru, v letech 1967–69 pak trénoval norskou skokanskou reprezentaci.